# Uva baresana
L'uva baresana nasce da un vitigno tipico ed autoctono della parte centrale della Puglia, è prevalentemente coltivato con filari a spalla e più raramente a "tendone".

## Caratteristiche
Acini duri, di colore bianco-giallo perlato trasparente, dalla pellicola sottilissima e di grandezza varia tra 0,5 cm e 1,5 cm di diametro. Di sapore amorevolmente dolce, quando ben matura (da fine agosto fino all'inizio ottobre). È l'uva tipica dei vigneti di Bari e suoi dintorni. Dolce e molto fruttata, se ne riconosce la giusta maturazione solo quando il chicco, diventando trasparente, lascia intravedere chiaramente i semini negli acini.
Prende il nome dalla provincia di Bari: qualità "baresana", ovvero di origine "barese". Se conservata per alcuni giorni, dopo il taglio, il suo raspo si rinsecchisce cedendo i propri residui di zuccheri agli acini, che rimangono, comunque, saldamente attaccati ad esso e risultano "troppo dolci" per essere consumati a tavola.
In tempi non molto lontani l'uva baresana veniva lasciata essiccare sulla pianta (ormai spoglia di foglie), per poi essere raccolta e cotta insieme ai fichi secchi per ricavare il noto ed antico vincotto barese, che assumeva, a causa di tale ingrediente, il sapore mielato e la tipica colorazione marrone-giallo ambrata che guarniva i noti dolci natalizi: le Cartellate baresi.

## Promozione e Valorizzazione
Per evidenziarne la tipicità, l'Uva Baresana è stata iscritta dall'Associazione Produttori denominata "tipica Adelfia" e dal Centro Ricerche "Basile Caramia" di Locorotondo (BA), nell'Atlante dei Prodotti Tradizionali Italiani, attraverso il Decreto Ministeriale del 5 giugno 2009 (nona revisione dell'elenco nazionale dei prodotti agroalimentari tradizionali, pubblicato nella Gazzetta Ufficiale n. 149 del 30 giugno 2009 - Supplemento Ordinario n. 100).